# Championnat du monde junior masculin de handball 2013
Navigation
Grèce 2011 Brésil 2015
La 19e édition du Championnat du monde junior masculin de handball a lieu du 14 juillet au 28 juillet 2013 et est organisée par la Bosnie-Herzégovine. L'Allemagne remet son titre en jeu après avoir gagné les deux éditions précédentes en 2009 et en 2011, à chaque fois contre le Danemark.
La finale oppose, pour cette édition, la Suède à l'Espagne. L'équipe de Suède l'emporte 28 à 23 et conquiert son troisième titre de champion du monde junior. La France, malgré un début difficile (4e de sa poule), remporte la médaille de bronze.

## Organisation
24 équipes sont placées dans 4 groupes de 6 équipes. Après ça, les match sont à élimination directe jusqu'à la finale du tournoi. Cette phase débute par des 8e de finale où les 4 meilleures équipes de chaque groupes sont qualifiées. Toutes les équipes disputent les matchs, même celles éliminées lors du premier tour, disputent une phase de classement : en parallèle de la phase à élimination servant à déterminer le vainqueur de la compétition, les équipes éliminées disputent une phase identique servant à déterminer les place de 17 à 24. Ainsi, toute place finale est déterminée par un match.

## Tour préliminaire

### Groupe A
| Place | Équipe   | Pts | J | V | N | D | Buts + | Buts - | Diff. |
| 1er   | Danemark | 9   | 5 | 4 | 1 | 0 | 148    | 113    | +35   |
| 2e    | Serbie   | 7   | 5 | 3 | 1 | 1 | 129    | 120    | +9    |
| 3e    | Tunisie  | 6   | 5 | 3 | 0 | 2 | 135    | 138    | -3    |
| 4e    | France   | 4   | 5 | 2 | 0 | 3 | 139    | 138    | +1    |
| 5e    | Russie   | 4   | 5 | 2 | 0 | 3 | 120    | 129    | -9    |
| 6e    | Angola   | 0   | 5 | 0 | 0 | 5 | 105    | 138    | -33   |

### Groupe B
| Place | Équipe    | Pts | J | V | N | D | Buts + | Buts - | Diff. |
| 1er   | Allemagne | 10  | 5 | 5 | 0 | 0 | 143    | 117    | +26   |
| 2e    | Croatie   | 8   | 5 | 4 | 0 | 1 | 128    | 105    | +23   |
| 3e    | Pays-Bas  | 4   | 5 | 2 | 0 | 3 | 130    | 127    | +3    |
| 4e    | Suisse    | 4   | 5 | 2 | 0 | 3 | 129    | 131    | -2    |
| 5e    | Qatar     | 4   | 5 | 2 | 0 | 3 | 119    | 124    | -5    |
| 6e    | Algérie   | 0   | 5 | 0 | 0 | 5 | 113    | 158    | -45   |

### Groupe C
| Place | Équipe             | Pts | J | V | N | D | Buts + | Buts - | Diff. |
| 1er   | Slovénie           | 10  | 5 | 5 | 0 | 0 | 168    | 115    | +53   |
| 2e    | Bosnie-Herzégovine | 7   | 5 | 3 | 1 | 1 | 136    | 121    | +15   |
| 3e    | Hongrie            | 6   | 5 | 3 | 0 | 2 | 151    | 129    | +22   |
| 4e    | Argentine          | 4   | 5 | 2 | 0 | 3 | 128    | 143    | -15   |
| 5e    | Corée du Sud       | 3   | 5 | 1 | 1 | 3 | 132    | 147    | -15   |
| 6e    | Congo              | 0   | 5 | 0 | 0 | 5 | 112    | 172    | -60   |

### Groupe D
| Place | Équipe  | Pts | J | V | N | D | Buts + | Buts - | Diff. |
| 1er   | Suède   | 10  | 5 | 5 | 0 | 0 | 172    | 111    | +61   |
| 2e    | Espagne | 7   | 5 | 3 | 1 | 1 | 158    | 134    | +24   |
| 3e    | Égypte  | 7   | 5 | 3 | 1 | 1 | 136    | 128    | +8    |
| 4e    | Brésil  | 4   | 5 | 2 | 0 | 3 | 123    | 129    | -6    |
| 5e    | Koweït  | 2   | 5 | 1 | 0 | 4 | 130    | 154    | -24   |
| 6e    | Chili   | 0   | 5 | 0 | 0 | 5 | 104    | 167    | -63   |

## Phase finale
| Huitièmes de finale | Huitièmes de finale | Huitièmes de finale |  |  | Quarts de finale | Quarts de finale | Quarts de finale |  |  | Demi-finales | Demi-finales | Demi-finales |  |                 | Finale          | Finale          | Finale |
|                     |                     |                     |  |  |                  |                  |                  |  |  |              |              |              |  |                 |                 |                 |        |
| B1                  | Allemagne           | 20                  |  |  |                  |                  |                  |  |  |              |              |              |  |                 |                 |                 |        |
| A4                  | France              | 21                  |  |  | A4               | France           | 35               |  |  |              |              |              |  |                 |                 |                 |        |
| D3                  | Égypte              | 28                  |  |  | D3               | Égypte           | 33               |  |  |              |              |              |  |                 |                 |                 |        |
| C2                  | Bosnie-Herzégovine  | 25                  |  |  |                  |                  |                  |  |  | A4           | France       | 24           |  |                 |                 |                 |        |
| B3                  | Pays-Bas            | 26                  |  |  |                  |                  |                  |  |  | D1           | Suède        | 29           |  |                 |                 |                 |        |
| A2                  | Serbie              | 25                  |  |  | B3               | Pays-Bas         | 25               |  |  |              |              |              |  |                 |                 |                 |        |
| D1                  | Suède               | 36                  |  |  | D1               | Suède            | 30               |  |  |              |              |              |  |                 |                 |                 |        |
| C4                  | Argentine           | 21                  |  |  |                  |                  |                  |  |  |              |              |              |  |                 | D1              | Suède           | 28     |
| C3                  | Hongrie             | 28                  |  |  |                  |                  |                  |  |  |              |              |              |  |                 | D2              | Espagne         | 23     |
| D2                  | Espagne             | 38                  |  |  | D2               | Espagne          | 26               |  |  |              |              |              |  |                 |                 |                 |        |
| A1                  | Danemark            | 26                  |  |  | B4               | Suisse           | 22               |  |  |              |              |              |  |                 |                 |                 |        |
| B4                  | Suisse              | 29                  |  |  |                  |                  |                  |  |  | D2           | Espagne      | 36           |  |                 |                 |                 |        |
| A3                  | Tunisie             | 17                  |  |  |                  |                  |                  |  |  | B2           | Croatie      | 35           |  |                 |                 |                 |        |
| B2                  | Croatie             | 29                  |  |  | B2               | Croatie          | 23               |  |  |              |              |              |  | Troisième place | Troisième place | Troisième place |        |
| C1                  | Slovénie            | 20                  |  |  | D4               | Brésil           | 21               |  |  |              |              |              |  |                 | A4              | France          | 32     |
| D4                  | Brésil              | 25                  |  |  |                  |                  |                  |  |  |              |              |              |  |                 | B2              | Croatie         | 27     |

### Match pour la3eplace
| 28 juillet 2013 14h00 | France    | 32 - 27 | Croatie | Sarajevo |
| 28 juillet 2013 14h00 | (15 - 11) |         |         | Sarajevo |
| 28 juillet 2013 14h00 | Rapport   |         |         | Sarajevo |

### Finale
| 28 juillet 2013 17h00 | Suède     | 28 - 23 | Espagne | Sarajevo |
| 28 juillet 2013 17h00 | (12 - 10) |         |         | Sarajevo |
| 28 juillet 2013 17h00 | Rapport   |         |         | Sarajevo |

| Vainqueur du championnat du monde junior masculin de handball édition 2013 La Suède 3e titre |

## Classement de la compétition
Le classement complet des 24 équipes ayant participé au tournoi prend en compte, en plus du stade de la compétition atteint, le nombre total de points obtenus, puis la différence de buts et enfin le nombre de buts inscrits. Le nombre de points est calculé de la même manière que pour le premier tour, à savoir en attribuant 2 points pour un match gagné, 1 point pour un match nul et 0 point pour une défaite.
| Rang                      | Nation             | Stade de la compétition |
| ------------------------- | ------------------ | ----------------------- |
| Médaille d'or, monde      | Suède              | Vainqueur               |
| Médaille d'argent, monde  | Espagne            | Finale                  |
| Médaille de bronze, monde | France             | Vainqueur Petite finale |
| 4                         | Croatie            | Demi-finale             |
| 5                         | Pays-Bas           | Quarts de finale        |
| 6                         | Brésil             | Quarts de finale        |
| 7                         | Suisse             | Quarts de finale        |
| 8                         | Égypte             | Quarts de finale        |
| 9                         | Slovénie           | Huitièmes de finale     |
| 10                        | Serbie             | Huitièmes de finale     |
| 11                        | Allemagne          | Huitièmes de finale     |
| 12                        | Hongrie            | Huitièmes de finale     |
| 13                        | Danemark           | Huitièmes de finale     |
| 14                        | Bosnie-Herzégovine | Huitièmes de finale     |
| 15                        | Tunisie            | Huitièmes de finale     |
| 16                        | Argentine          | Huitièmes de finale     |
| 17                        | Russie             | Premier tour            |
| 18                        | Corée du Sud       | Premier tour            |
| 19                        | Qatar              | Premier tour            |
| 20                        | Koweït             | Premier tour            |
| 21                        | Angola             | Premier tour            |
| 22                        | Congo              | Premier tour            |
| 23                        | Chili              | Premier tour            |
| 24                        | Algérie            | Premier tour            |

## Statistiques et récompenses

### Statistiques
Les meilleurs buteurs sont :
| Rang | Joueur                | Nations            | Buts | Tirs | %      | Matchs | Moyenne |
| ---- | --------------------- | ------------------ | ---- | ---- | ------ | ------ | ------- |
| 1    | Abdullah Algharaballi | Koweït             | 65   | 119  | 54,6 % | 7      | 9,3     |
| 2    | Yannick Angao         | Congo              | 60   | 96   | 62,5 % | 7      | 8,6     |
| 3    | Kevin Jud             | Suisse             | 52   | 86   | 60,5 % | 9      | 5,8     |
| 4    | Andreas Berg          | Suède              | 51   | 71   | 71,8 % | 9      | 5,7     |
| 5    | Bogdan Radivojević    | Serbie             | 51   | 75   | 68,0 % | 9      | 5,7     |
| 6    | Elmir Gradan          | Bosnie-Herzégovine | 50   | 63   | 79,4 % | 9      | 5,6     |
| 7    | Balázs Szöllősi       | Hongrie            | 50   | 88   | 56,8 % | 9      | 5,6     |
| 8    | Bence Zdolik          | Hongrie            | 50   | 107  | 46,7 % | 9      | 5,6     |
| 9    | Daniel Pettersson     | Suède              | 49   | 66   | 74,2 % | 9      | 5,4     |
| 10   | Hugo Descat           | France             | 48   | 68   | 70,6 % | 9      | 5,3     |

### Équipe-type
- Meilleur joueur :  Philip Stenmalm
- Meilleur gardien de but :  Peter Johannesson
- Meilleur ailier gauche :  Andreas Berg
- Meilleur arrière gauche :  Quentin Minel
- Meilleur pivot :  Gonzalo Porras Peréz
- Meilleur demi-centre :  Pablo Cacheda
- Meilleur arrière droit :  Alex Dujshebaev
- Meilleur ailier droit :  Ante Tokić

## Effectifs des équipes sur le podium

### Champion du monde: Suède
L'effectif de la Suède était :
- Peter Johannesson
- Hampus Andersson
- Albin Lagergren
- Jonatan Leijonberg
- Andreas Berg
- Andreas Flodman
- Olle Forsell Schefvert
- Helge Freiman
- Daniel Pettersson (de)
- Marcus Holmen
- Philip Stenmalm (en)
- Robert Mansson
- Viktor Östlund (en)
- Josef Pujol (sv)
- Anton Lindskog
- Jacob Nygren

Entraîneur
- Magnus Andersson

### Vice-champion du monde: Espagne
L'effectif de l'Espagne était :
- Carlos Donderis
- Gonzalo Porras Pérez
- Ignacio Plaza Jiménez
- Sebastian Kramarz
- Joan Amigo
- Alejandro Costoya
- David Chapela
- Alberto Molina
- Alex Dujshebaev
- Daniel Arguillas
- Joseph Reixach
- Victor Saez
- Juan José Fernandez
- Pablo Cacheda
- Adrian Nolasco
- Ferrán Solé

Entraîneur
- Alberto Suárez Fernández

### Médaille de bronze: France
L'effectif de la France était :
- Kévin Mesnard
- Hugo Descat
- Théophile Caussé
- Enzo Cramoisy
- Thomas Tricaud
- Jordan Camarero
- O'Brian Nyateu
- Antoine Ferrandier
- Théo Derot
- Adrien Ballet
- Rémi Desbonnet
- Nicolas Boschi
- Jérémy Toto
- Alexandre Demaille
- Benjamin Bataille
- Quentin Minel
- Antoine Gutfreund
- Jordan Bonilauri

Entraîneurs
- Yohann Delattre
- Jacky Bertholet